# Бараково (Болгарія)
Бара́ково (болг. Бараково) — село в Кюстендильській області Болгарії. Входить до складу общини Кочериново.

## Населення
За даними перепису населення 2011 року у селі проживали 505 осіб, з них 474 особи (99,8%) — болгари.
Розподіл населення за віком у 2011 році:
Динаміка населення: